# 地球平面協会
地球平面協会（ちきゅうへいめんきょうかい、Flat Earth Society）とは大地が球体ではなく、平面体であるという信念を支持する団体。
キリスト教原理主義運動の一環でもある。これらの主張は、根本的な根拠は聖書・ユダヤ教・キリスト教の世界観・信仰にあるものの、表向きは科学的装いを施しているため、疑似科学でもある。また、科学的に不都合な部分は、陰謀のせいにするので、陰謀論でもある。

## 概要
地球平面協会（Zetetic Society）の原型は、サミュエル・バーリー・ロウボサム（Samuel Birley Rowbotham、1816-1884）の1849年の小冊子と1881年の本にある。
1956年、イギリス人であるサミュエル・シェーントンが国際ゼテティク（Zetetic、真理を究明すること）協会を復活させる形で立ち上げた。後にチャールズ・ジョンソンがカリフォルニア州ランカスターの自宅に本部を置き、指導者となった。彼が2001年に亡くなって以来、協会は休止状態にあったが、最近になってダニエル・シェーントンが新たな会長として組織を復活させた。

## 主張する地球のモデル
- 地球は球ではなく円盤型をしている

国際連合旗

- 北極が円盤の中心にあり、円盤の外周は45mの高い氷の壁で囲まれている。
- 太陽と月の直径はいずれも52km程度である。

国際連合の旗の意匠は上記のモデルに類似しており、このモデルの根拠のひとつとされている。

## 起源
地球が平面であるという考えは、古代から存在する宇宙論の典型の一つだった。地球が球体である、あるいは少なくとも丸い形をしているという考え方がギリシャの哲学者によって示されるのは紀元前4世紀を待たねばならない。中世の初めごろまでには、地球が球体だという知識はヨーロッパ中に広がっていた。
現代の平らな地球説はイギリス人であるサミュエル・バーリー・ロウボサムの考えが元になっている。彼は、聖書にある語句を自己流に解釈したものを下敷きに、16ページからなるパンフレットを出版した。後にそれは「地球は球体ではない」という題がつけられ、分量は430ページにまで膨れ上がった。ロウボサムの考え方によれば（彼はそれを「ゼテティク天文学」と呼んだ）、地球は北極を中心にした平らな円盤なのであり、氷の壁（南極大陸）によってその南端に沿ってとりまかれている。
ロウボサムとその支持者たちは、有名な博物学者であるアルフレッド・ウォレスをはじめ時代を代表する科学者たちと論争したことで注目を集めた。ロウボサムはイギリスだけでなくアメリカにもゼテティク協会を設立し、千部の「ゼテティク天文学」のパンフレットを送りつけている。
彼の死後、エリザベス・ブラントという女性が国際ゼテティク協会を設立し、「地球は球体ではない」という雑誌を出版している。『地球』は、彼女を編集者として1901年から04まで発行された平面地球派の新聞である。1901年、彼女はロウボサムによるベッドフォード川での測量実験を再現し、その結果を写真に残したが、当時の科学雑誌には複数の角度からそれを否定する記事が載っている。20世紀初頭まで勢いは失われなかったが、第一次世界大戦後、こうした運動はゆっくりと下降線をたどっていった。

## 地球平面協会の設立
1956年、サミュエル・シェーントンが国際地球平面協会を設立し、国際ゼテティク協会の後釜と位置づけて、イギリスにある自宅で「運営事務局長」として活動した。彼が既存の科学やかわる新たな科学に関心を持っていたことから、宗教的な主張はあまりされなくなった。折しも最初の人工衛星が打ち上げられる直前のことであり、すぐに平面ではなく球体の形をした地球の姿を宇宙から明らかにされたのだが、協会はくじけなかった。シェーントンは、「訓練されていない目を写真が騙すことがいかに容易いかがよくわかる」と述べている。
だが、有人宇宙飛行の時代が到来したことではじめて、シェーントンは幅広い関心を集めることに成功した。1964年1月と6月に、ニューヨーク・タイムズで特集が組まれる。彼につけられた「平面地球人」なる異名が、イギリス議会を表すスラングになっていた。
1969年にシェーントンはポリテクニックの講師であったエリス・ヒルマンを説き伏せ、地球平面協会の会長に任命した。しかしシェーントンの死後、その蔵書のほとんどがヒルマン自らも設立に関わったサイエンス・フィクション協会の書庫に（しかもヒルマンの手によって）入れられたことがわかっている。
シェーントンが1971年に亡くなり、チャールズ・ジョンソンが後継者となった。彼はシェーントンの妻から蔵書を引き継ぎ、アメリカ国際地球平面研究会をカリフォルニアに設立して、初代会長に就任した。彼のリーダーシップのもと、創設期の僅かなメンバーは30年間で3000人前後にまで膨れ上がった。ジョンソンは、会報やパンフレット、地図などの宣伝材料を配り、彼の妻やおなじく平面地球人であった多くの人々に入会を促した。その中でも最も有名な会報は、4ページからなる季刊のタブロイド新聞である「フラット・アース・ニューズ」である。
以下は70年代と80年代の「フラット・アース・ニューズ」の代表的ヘッドラインである。
- 「オーストラリアは逆さまではない」（78年5月）
- 「NASAの父、ニキータ・フルシチョフ」（80年3月）
- 「科学は知性に有害である」（80年9月）
- 「地球は球体ではない。重力は存在しない」（81年5月）

地球平面協会が普及させた新たなモデルによれば、北極を中心にして外側を氷の壁 (45m) に囲まれた円盤の上に人類はいる。そうして描かれる地図は国連のシンボルと似通っているということを、ジョンソンは自分の意見を補強する証拠として用いていた。
地球平面協会はアメリカ合衆国政府やその機関（とりわけNASA）を攻撃することで会員を集めていた。しかし初期の協会の文章のほとんどが、聖書の地球が平面であることを意味する箇所を字義通りに解釈するものであり、そこに科学的な説明や証拠を与えようとしていた。
協会はチャールズ・ジョンソンのもとで最盛期には2000人を越える組織にまで成長した。だがその頃には、地球が球体であるということは科学的に立証され広く知られた知識になっており、「平面地球人」は、間違っていたり廃れてしまった考え方に固執する人間のことを指す言葉として一般に用いられるようになっていた。
協会は1990年代には縮小傾向をみせる。さらにジョンソン宅で火災が発生したために、会員の情報が焼失し交流が絶たれてしまったことも大きかった。管理を手伝っていたジョンソンの妻は、その後まもなく亡くなっている。チャールズ・ジョンソンは2001年5月19日に亡くなった。

## カナダ地球平面協会
カナダ地球平面協会はセントトーマス大学の哲学科教授であったレオ・フェラーリを中心として1970年に創設され、84年頃まで活発な動きをみせた。彼らの目的は他の地球平面協会のものと全く異なる。「新たな技術の時代に蔓延っているのは、『盲目的な信仰のもとで自分たちの常識的な声を拒否』しようとする人々の意思」だと彼らは信じていたのだ。
彼らもニューズレター「オフィシャル・クロニクル」を発行し、テレビや出版物を通じて自分たちの思想をより広く伝えようとした。その目的は、「天球という人を惑わす偶像と戦う」ことであり「知覚したものの正当性への自信を回復させる」こと、「人々の形而上学と幾何学の檻からの脱出の尖兵となる」ことだという。

## 地球平面協会の今日
2009年9月現在、インターネットを主体に議論を行うフォーラムが2つ存在する。地球平面協会はTwitterやFacebookなどでも活動している。平面地球への純粋な信仰を表明する投稿も現れ、FAQも利用可能である。2009年、地球平面協会は再興され、2010年5月までに60名の会員を擁している。しかし、現在の協会員達はかつての理論に代わる中心的なモデルを持っているわけではなく、個々のメンバーにはそれぞれ独自の地球の構造がある。ある者は地球は完全に平らだと主張し、一方で別の人間は円盤構造だと主張している。ダニエル・シェーントンは地球平面協会を復活させた人物である。ガーディアン紙上で、シェーントンは60名の会員を勧誘したと語っている。記事は、協会の会報である1970年代と80年代の「フラット・アース・ニューズ」の影響を受けたサイトを彼が運営していると伝えている。